# Elimaea insignis
Elimaea insignis är en insektsart som först beskrevs av Walker, F. 1869.  Elimaea insignis ingår i släktet Elimaea och familjen vårtbitare. Inga underarter finns listade i Catalogue of Life.